# 羅伯特·達爾文

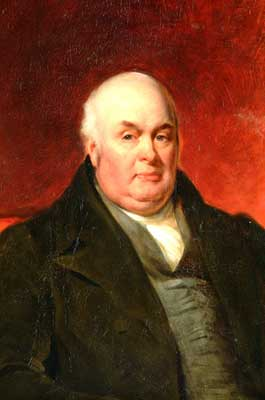
羅伯特·達爾文

羅伯特·華林·達爾文（Robert Waring Darwin，F.R.S.，1766年5月30日—1848年11月13日），英國醫生，伊拉斯謨斯·達爾文之子，查爾斯·達爾文之父。
羅伯特·達爾文在萊頓大學學習醫學，並且於1786年在愛丁堡大學完成MD學位。1788年獲選為皇家學會會員。他與妻子蘇珊娜·威治伍德（Susannah Wedgwood）於1796年4月18日結婚，兩人育有6名子女。

## 外部連結
- http://darwin.baruch.cuny.edu/biography/shrewsbury/rdarwin.html （页面存档备份，存于）